# WT Social
WT.Social, також відома як WikiTribune Social, — сервіс мікроблогів та соціальна мережа, в якій користувачі роблять внесок у «сабвікі» (англ. subwikis). Проєкт заснований у жовтні 2019 року співзасновником Вікіпедії Джиммі Вейлзом як альтернатива Facebook і Твіттер. Сервіс не містить реклами та працює на пожертви. З моменту запуску до 3 грудня 2019 року налічував 400 000 користувачів. Зростання користувачів після цього було менш швидким, кількість користувачів станом на 4 грудня 2020 року становила 463 418 осіб.

## Створення та запуск
Джиммі Вейлз створив WT.Social (спочатку як «WT: Social») після розчарування у Facebook та Твіттер, назвавши їх «клікбейтною нісенітницею». Формат проєкту призначений для боротьби з фейковими новинами шляхом розміщення новин заснованих на фактах, з посиланнями та чіткими джерелами. Користувачі можуть редагувати та позначати оманливі посилання. WT.Social дозволяє користувачам ділитися посиланнями на новинні сайти з іншими користувачами в «subwikis». На відміну від свого попередника Вікітрибуни, WT.Social не фінансується за рахунок краудфандингу. Вейлз зазначив про бажання «жорстко стримувати витрати». Сайт почав працювати у жовтні 2019 року. Коли новий користувач реєструвався, він потрапляв до списку очікування разом із тисячами інших. Щоб пропустити список і отримати доступ до сайту, користувачі повинні були зробити пожертву або поділитися посиланням з друзями. Щоб посилання друзям надавало доступ до сайту, вони так само мали зареєструватися на сайті за посиланням-запрошенням. До 6 листопада 2019 року на сайті було зареєстровано 25 000 користувачів. До середини листопада кількість користувачів, як стверджувалось, становила приблизно 160 000, а до 3 грудня — 400 000. Однак після грудня 2019 року стрімке зростання зупинилося, станом на 4 грудня 2020 року кількість зареєстрованих користувачів становила 463 418 осіб.

## Програмне забезпечення
На момент запуску WT.Social працює на пропрієтарному програмному забезпеченні, а не на вільному програмному забезпеченні, так як Mastodon, або будь-якому іншому сумісному програмному забезпеченні, заснованому на відкритому стандарті, подібно до федіверс. 7 листопада 2019 року Вейлз заявив, що щойно дізнався про протокол ActivityPub і вивчає його. Пізніше Вейлз заявив, що в майбутньому код буде випущений під ліцензією GPLv3.